# Xã Chillicothe, Quận Peoria, Illinois
Xã Chillicothe (tiếng Anh: Chillicothe Township) là một xã thuộc quận Peoria, tiểu bang Illinois, Hoa Kỳ. Năm 2010, dân số của xã này là 8.364 người.